# Владимир Несторов
Владимир Николов Несторов е български изкуствовед и културолог.

## Биография
Роден е през 1943 г. в Пловдив. Завършва Теория и история на изкуството в Ягелонския университет. Кандидат на науките (1976).
Старши научен сътрудник II степен в Института по изкуствознание на БАН (1982).
Книгата му „Подчиненото въображение“ съдържа структуралистки анализ на модата.